# Xiaohe
Het Xiaohe- (Kleine rivier-) tombecomplex refereert aan een uit de bronstijd stammende begraafplaats, gelegen bij Lob Nuur in de autonome regio Sinkiang in West-China.
Het is een langwerpige zandduin, waarin meer dan 30 goedbewaarde mummies, begraven in luchtdichte zakken, zijn opgegraven. Het gehele tombecomplex bestaat uit 330 graven, waarvan ongeveer 160 stuks zijn leeggeroofd.
In 1910 ontdekte een lokale jager het gebied voor het eerst. Deze jager toonde het gebied in 1934 aan ontdekkingsreiziger Folke Bergman, die de archeologische vondst registreerde.
De opgravingen begonnen in 2002, in werking gesteld door het landelijke cultuurinstutuut Xinjiang Cultural Relics and Archaeology Institute. Vanaf dat jaar zijn er 167 tombes opgegraven. De opgraving leidde tot de blootstelling van honderden kleinere tombes, gebouwd in lagen. In 2006 werd een luchtdichte doodskist opgegraven, die een opmerkelijk intacte mummie van een lachende jonge vrouw bevatte.

## Genetische analyse
Mitochondriaal DNA-analyse, waarbij de moederlijke afstammingslijn blijkt, toonde zowel de Oost-Eurazische Haplogroep C als de West-Eurazische Haplogroep H en Haplogroep K. Haplogroep C, welke de dominante haplogroep in de resten is, suggereert dat de oostelijke component in de Xiaohe-mensen afkomstig is uit Siberië, in het bijzonder de zuidelijke of oostelijke Siberische populaties. Haplogroepen H en K komen vaak voor in West-Europa, wat voor het westelijke component van de moederlijke lijn van de Xiaohe-mensen nauwe relaties met West-Europeanen suggereert.
De Y-chromosoom-analyse, die de vaderlijke lijn openbaart, toonde uitsluitend de West-Euraziatische haplogroep R1a1a in de mannelijke individuen.
Verder genetisch onderzoek wees in 2021 uit dat de Xiaohecultuur, in tegenstelling tot wat eerder werd gedacht, niet werd gesticht door migranten die van ver naar het gebied kwamen, maar afstamt van autochtone jager-verzamelaars.